# Đơn vị tiền tệ có giá trị thấp nhất
Đơn vị tiền tệ có giá trị thấp nhất là loại tiền tệ mà một đơn vị của nó mua được ít tiền ngoại tệ nhất hoặc mua được ít thức ăn nhất. Thông thường, việc tính toán dựa trên những loại tiền tệ dự trữ như đô la Mỹ (USD) hay euro (EUR). Những đơn vị tiền tệ nhỏ hơn sẽ không được xét đến khi người ta so sánh giá trị đồng tiền: ví dụ, người ta sẽ xem xét đồng bảng Anh chứ không xem xét đồng penny của Anh.

## Các tiền tệ hiện có giá trị thấp nhất
Vào ngày 20 tháng 03 năm 2020, có 24 loại tiền tệ mà 1 USD ăn được hơn 1.000 đơn vị. 
Ngoài ra:
- Somaliland, quốc gia không được đa số thế giới công nhận là quốc gia độc lập, có phát hành tiền tệ riêng có tên Shilling Somaliland. Ngân hàng Trung ương Somaliland hiện không có tỷ giá chính thức. Vào tháng 12 năm 2008, tỷ giá của đồng shilling là 7.500 đồng ăn một đô la Mỹ.[1]
- Đồng Manat Turkmenistan đã được định giá lại với tỷ giá 5000 ăn 1 vào ngày 1 tháng 1 năm 2009. Do đó, tỷ giá chuyển đổi từ 14.250 manat[2]  (tỷ giá song song 24.000 manat)[cần dẫn nguồn] giảm xuống còn 2,85 manat mới (tỷ giá song song 4.8 manat mới).

| STT | Quốc gia             | Tiền tệ                                                      | Mã  | 1 Đô la Mỹ = (04/11/2024) | 1 Euro = (04/11/2024) | Xu giá trị cao nhất (nếu có)                  | Tiền giấy giá trị cao nhất                                             | Ghi chú                              |
| --- | -------------------- | ------------------------------------------------------------ | --- | ------------------------- | --------------------- | --------------------------------------------- | ---------------------------------------------------------------------- | ------------------------------------ |
| 1. | Liban                | bảng                                                         | LBP | 89.467                    | 97,320                | 500 (33¢)                                     | 100.000 ($1,11)                                                        |                                      |
| 2. | Iran                 | rial + Lưu trữ ngày 10 tháng 12 năm 2007 tại Wayback Machine | IRR | 42.043                    | 45,734                | 500 (5¢)                                      | 50.000 (tiền tệ chính thức; $1.19) 5.000.000 ("séc tiền mặt"; $119,21) |                                      |
| 3. | Việt Nam             | đồng                                                         | VND | 25.325                    | 27,548                | 5.000 ($0,22) (đã dừng phát hành năm 2011)    | 500.000 ($19,70)                                                       | Tỷ giá chính thức: 1USD = 2,099 MMK  |
| 4. | Sierra Leone         | leone                                                        | SLL | 22.731                    | 24,726                | 500 (16¢, không phổ biến) 100 (3¢)            | 10.000 ($0,43)                                                         |                                      |
| 5. | São Tomé và Príncipe | dobra                                                        | STD | 22.634                    | 24.621                | 2.000 (14¢)                                   | 100.000 ($4,41)                                                        |                                      |
| 6. | Lào                  | kip                                                          | LAK | 21.905                    | 23,827                | Không sử dụng                                 | 100.000 ($4,56)                                                        |                                      |
| 7. | Indonesia            | rupiah                                                       | IDR | 15.812                    | 17,200                | 1.000 (9¢, không phổ biến) 500 (4¢, phổ biến) | 100.000 ($6,34)                                                        |                                      |
| 8. | Uzbekistan           | som                                                          | UZS | 12.774                    | 13,896                | 100 (7¢)                                      | 200.000 ($15,64)                                                       |                                      |
| 9. | Guinée               | franc                                                        | GNF | 8.617                     | 9,374                 | Không sử dụng                                 | 20.000 ($2,32)                                                         |                                      |
| 10. | Paraguay             | guaraní                                                      | PYG | 7.889                     | 8,582                 | 1.000 (20¢)                                   | 100.000 ($12,67)                                                       |                                      |
| 11. | Madagascar           | ariary                                                       | MGA | 4.605                     | 5,010                 | 50 (3¢)                                       | 10.000 ($2,17)                                                         |                                      |
| 12. | Colombia             | peso +                                                       | COP | 4.430                     | 4,819                 | 500 (20¢)                                     | 50.000 ($11,29)                                                        |                                      |
| 13. | Campuchia            | riel                                                         | KHR | 4.061                     | 4,417                 | Không sử dụng                                 | 100.000 ($24,64)                                                       |                                      |
| 14. | Uganda               | shilling                                                     | UGX | 3.659                     | 3,980                 | 500 (26¢)                                     | 50.000 ($13,67)                                                        |                                      |
| 15. | Mông Cổ              | tögrög                                                       | MNT | 3.412                     | 3,712                 | 500 (35¢)                                     | 20.000 ($5,85)                                                         |                                      |
| 16. | Hàn Quốc             | won ‡                                                        | KRW | 1.371                     | 1,492                 | 500 (37¢)                                     | 50.000 ($36,43)                                                        |                                      |
| 17. | Iraq                 | dinar                                                        | IQD | 1.309                     | 1,424                 | 100 (9¢)                                      | 25.000 ($19,11)                                                        |                                      |
| 18. | CHDCND Triều Tiên    | won                                                          | KPW | 900.0                     | 978.                  | 100 (3¢)                                      | 10.000 ($11,99)                                                        | Tỷ giá chính thức: 1USD = 900,01 KPW |
| 19. | Belarus              | rúp                                                          | BYN | 3.27                      | 3,55                  | Không sử dụng                                 | 500 ($152,18)                                                          |                                      |
| Dữ liệu cho tất cả các tiền tệ khác được lấy từ Xe.com Dữ liệu cho kyat Myanmar lấy từ The Irrawaddy News Magazine |                      |                                                              |     |                           |                       |                                               |                                                                        |                                      |

Ghi chú+ – Đang xem xét đổi tiền.
‡ – Tiền tệ có giá trị thấp nhất trong bất kỳ quốc gia thành viên OECD

## Tiền tệ có giá trị thấp nhất theo thời điểm
| Ngày bắt đầu               | Ngày kết thúc              | Quốc gia        | Đơn vị tiền tệ                 | Tính theo Đô la Mỹ                                                       | Ghi chú |
| -------------------------- | -------------------------- | --------------- | ------------------------------ | ------------------------------------------------------------------------ | --- |
| -                          | 21 tháng 5 năm 1911        | Bồ Đào Nha      | real Bồ Đào Nha                | - 900                                                                    | tiền tệ mới: 22 tháng 5 năm 1911: 1 escudo = 1.000 réal                                                                                         |
| 22 tháng 5 năm 1911        | Giữa 1920                  | Brasil          | real Brasil                    | 900 - 5.000                                                              | |
| Giữa-1920                  | 31 tháng 12 năm 1921       | Nga             | Rúp Liên Xô đầu tiên           | 5.000 - 60.000                                                           | tiền mới 1 tháng 1 năm 1922: 1 rúp Liên Xô thứ hai = 10.000 rúp Liên Xô thứ nhất                                                                |
| 1 tháng 1 năm 1922         | Tháng 9, 1922              | Áo              | Krone Áo                       | 4.500 - 12.500                                                           | papiermark Đức lạm phát |
| Tháng 9, 1922              | 31 tháng 12 năm 1923       | Cộng hòa Weimar | Mark                           | 12.500 - 4.000.000.000.000                                               | tiền mới 1 tháng 1 năm 1924: 1.000.000.000.000 Papiermark -> 1 Rentenmark                                                                       |
| 1 tháng 1 năm 1924         | 13 tháng 4 năm 1924        | Ba Lan          | Marka Ba Lan                   | 5.000.000 - 9.324.000                                                    | tiền mới 14 tháng 4 năm 1924 1 zloty Ba Lan = 1.800.000 marek                                                                                   |
| 14 tháng 4 năm 1924        | 19 tháng 12 năm 1924       | Áo              | Krone Áo                       | 26.000 - 45.000                                                          | tiền mới 20 tháng 12 năm 1924: 1 schilling = 10.000 Kronen Áo                                                                                   |
| 20 tháng 12 năm 1924       | 31 tháng 12 năm 1926       | Hungary         | korona Hungary                 | 7.000 - 63.000                                                           | tiền mới 1 tháng 1 năm 1927: 1 pengő = 12.500 korona Hungary                                                                                    |
| 1 tháng 1 năm 1927         | 31 tháng 10 năm 1942       | Brasil          | real Brasil                    | 8.000 - 20.000                                                           | tiền mới 1 tháng 11 năm 1942: 1 cruzeiro Brasil = 1.000 réis                                                                                    |
| 1 tháng 11 năm 1942        | 9 tháng 11 năm 1944        | Hy Lạp          | drachma Hy Lạp                 | 3.500 - 7.500.000.000.000                                                | tiền mới: 50.000.000.000 drachmai cũ = 1 drachma mới                                                                                            |
| 10 tháng 11 năm 1944       | Tháng 8, 1945              | România         | leu                            | 3.500 - 25.000                                                           | pengõ Hungary siêu lạm phát |
| Tháng 8, 1945              | Tháng 8, 1946              | Hungary         | pengő                          | thay đổi hàng ngày                                                       | tiền mới 18 tháng 8 năm 1946: 1 forint -> 400.000.000.000.000.000.000.000.000.000 pengő                                                         |
| 19 tháng 8 năm 1946        | 14 tháng 8 năm 1947        | România         | leu                            | 100.000 - 3.000.000                                                      | tiền tệ mới 15 tháng 8 năm 1947: 20.000 leu = 1 leu Rumani mới                                                                                  |
| 15 tháng 8 năm 1947        | 30 tháng 11 năm 1948       | Trung Quốc      | Tệ Cộng sản Đầu tiên           | 250.000 - 105.000.000                                                    | tiền mới 1 tháng 12 năm 1948: 1 tệ mới = 3.000.000 tệ cũ                                                                                        |
| 1 tháng 12 năm 1948        | 30 tháng 4 năm 1954        | Hy Lạp          | drachma                        | 20.000 - 30.000                                                          | tiền mới 1 tháng 5 năm 1954: 1.000 drachmai = 1 drachma mới                                                                                     |
| 1 tháng 5 năm 1954         | 28 tháng 2 năm 1955        | Trung Quốc      | tệ                             | 24.600                                                                   | tiền mới 1 tháng 3 năm 1955: 1 Nhân dân tệ = 10.000 tệ                                                                                          |
| 1 tháng 3 năm 1955         | 5 tháng 1 năm 1958         | Ý               | lira Ý                         | 625                                                                      | |
| 6 tháng 1 năm 1958         | 31 tháng 12 năm 1959       | Chile           | peso Chile                     | 650 - 1.051                                                              | tiền mới 1 tháng 1 năm 1960: 1.000 peso -> 1 escudo Chile                                                                                       |
| 1 tháng 1 năm 1960         | 31 tháng 12 năm 1962       | Bolivia         | boliviano Bolivia              | 750 - 11.875                                                             | tiền mới 1 tháng 1 năm 1963: 1.000 boliviano -> 1 peso Bolivia                                                                                  |
| 1 tháng 1 năm 1963         | 12 tháng 12 năm 1965       | Indonesia       | rupiah Indonesia               | 1.205 - 4.995                                                            | tiền mới 13 tháng 12 năm 1965: 1.000 rupiah cũ = 1 rupiah mới                                                                                   |
| 13 tháng 12 năm 1965       | 12 tháng 2 năm 1967        | Brasil          | cruzeiro Brasil (BRZ)          | 1.950 - 2.710                                                            | tiền mới 13 tháng 2 năm 1967: 1.000 cruzeiro -> 1 Cruzeiro novo                                                                                 |
| 13 tháng 2 năm 1967        | Giữa tháng 6 năm 1974      | Ý               | lira Ý                         | 620 - 640                                                                | |
| Giữa tháng 6 năm 1974      | 28 tháng 9 năm 1975        | Chile           | escudo Chile                   | 640 - 6.000                                                              | tiền mới 29 tháng 9 năm 1975: 1000 escudo -> 1 peso Chile                                                                                       |
| 29 tháng 9 năm 1975        | Tháng 11, 1978             | Ý               | lira Ý                         | 680 - 850                                                                | |
| Tháng 11, 1978             | 31 tháng 5 năm 1983        | Argentina       | peso ley Argentina             | 850 - 81.105                                                             | tiền mới 1 tháng 6 năm 1983: 10.000 peso ley -> 1 peso argentino                                                                                |
| 1 tháng 6 năm 1983         | 21 tháng 11 năm 1984       | Perú            | sol Peru                       | 1.494 - 4.969                                                            | peso Bolivia định giá lại |
| 22 tháng 11 năm 1984       | 4 tháng 1 năm 1987         | Bolivia         | peso Bolivia                   | 8.786 - 2.000.000                                                        | tiền mới 5 tháng 1 năm 1987: 1.000.000 peso -> 1 boliviano                                                                                      |
| 5 tháng 1 năm 1987         | 31 tháng 1 năm 1988        | Nicaragua       | córdoba Nicaragua              | 6.000 - 50.000                                                           | tiền mới 1 tháng 2 năm 1988: 10.000 córdoba cũ -> 1 córdoba mới                                                                                 |
| 1 tháng 2 năm 1988         | Tháng 6, 1988              | Việt Nam        | Đồng Việt Nam (VND)            | 1.700 - 4.500                                                            | tiền đồng được định giá lại từ 900 thành 3000                                                                                                   |
| Tháng 6, 1988              | 31 tháng 12 năm 1989       | Nam Tư          | dinar Nam Tư (YUD)             | 4.500 - 40.000                                                           | tiền mới 1 tháng 1 năm 1990: 10,000 dinar cứng -> 1 dinar chuyển đổi                                                                            |
| 1 tháng 1 năm 1990         | 30 tháng 4 năm 1991        | Nicaragua       | córdoba Nicaragua              | 40.000 - 25.000.000 (chính thức) 350.000 - 30.000.000 (bài hát của song) | tiền mới 1 tháng 5 năm 1991: 5.000.000 cordóbas 1988 = 1 córdoba cứng                                                                           |
| 1 tháng 5 năm 1991         | 30 tháng 6 năm 1991        | Perú            | inti Peru (PEI)                | 705.000 - 835.000                                                        | tiền mới 1 tháng 7 năm 1991: 1.000.000 inti -> 1 nuevo sol (inti có hiệu lực đến ngày 31 tháng 12 năm 1991)                                     |
| 1 tháng 7 năm 1991         | Tháng 10, 1993             | Zaire           | Zaire Zaire (ZRN)              | 61.900 - 7.915.000                                                       | tiền mới tháng 10 năm 1993: 3.000.000 Zaire cũ -> 1 Zaire mới                                                                                   |
| Tháng 10, 1993             | 10 tháng 1 năm 1994        | Angola          | novo kwanza Angola (AON)       | 34.200                                                                   | - |
| 11 tháng 1 năm 1994        | 23 tháng 1 năm 1994        | Nam Tư          | "dinar 1994" Nam Tư            | 46.000 - 6.850.000                                                       | Thay đổi hàng ngày do lạm phát siêu mã tiền mới 24 tháng 1 năm 1994: 10~13 triệu "dinar 1994" -> 1 novi dinar (YUM) (tỷ giá cố định 1 mark Đức) |
| 24 tháng 1 năm 1994        | 30 tháng 6 năm 1995        | Angola          | novo kwanza Angola (AON)       | 34.200 - 2.100.000                                                       | tiền mới 1 tháng 7 năm 1995: 1.000 novo kwanza (AON) -> 1 kwanza reajustado mới (AOR)                                                           |
| 1 tháng 7 năm 1995         | 30 tháng 4 năm 1996        | Thổ Nhĩ Kỳ      | lira Thổ Nhĩ Kỳ (TRL)          | 43.100 - 69.200                                                          | - |
| 1 tháng 5 năm 1996         | 30 tháng 11 năm 1999       | Angola          | kwanza reajustado Angola (AOR) | 150.000 - 5.400.000                                                      | tiền mới 1 tháng 12 năm 1999: 1.000.000 kwanza reajustado (AOR) -> 1 kwanza Angola mới (AOA)                                                    |
| 1 tháng 12 năm 1999        | 31 tháng 12 năm 2004       | Thổ Nhĩ Kỳ      | lira Thổ Nhĩ Kỳ (TRL)          | 533.000 - 1.350.000                                                      | tiền mới 1 tháng 1 năm 2005: 1.000.000 lira cũ (TRL) -> 1 lira mới (TRY) (lira cũ có giá trị đến cuối năm 2005)                                 |
| 1 tháng 1 năm 2005         | 30 tháng 6 năm 2005        | România         | leu Rumani (ROL)               | 29.110 - 29.850                                                          | tiền mới 1 tháng 7 năm 2005: 10.000 leu cũ (ROL) -> 1 leu mới (RON) (leu có giá trị đến 30 tháng 6 năm 2006)                                    |
| 1 tháng 7 năm 2005         | 24 tháng 8 năm 2005        | Mozambique      | metical Mozambique (MZM)       | 24.400                                                                   | tiền mới 1 tháng 7 năm 2006: 1.000 metical cũ (MZM) -> 1 metical mới (MZN) (metical cũ có giá trị đến cuối năm 2006)                            |
| 24 tháng 8 năm 2005        | 31 tháng 7 năm 2006        | Zimbabwe        | Đô la Zimbabwe (ZWD)           | 25.000-101.000 (chính thức) 45.000-550.000 (tự do)                       | Thay đổi hàng ngày do lạm phát phi mã Tái định giá đồng tiền 1 tháng 8 năm 2006: 1.000 đô la Zimbabwe đầu tiên -> 1 đô laZimbabwe thứ hai       |
| 1 tháng 8 năm 2006         | khoảng 21 tháng 3 năm 2007 | Việt Nam        | Đồng Việt Nam (VND)            | 16.000 - 16.736                                                          | - |
| khoảng 21 tháng 3 năm 2007 | khoảng 6 tháng 4 năm 2007  | Zimbabwe        | Đô la Zimbabwe thứ hai (ZWD)   | 250 (chính thức) 16.000 - 30.000 (tự do)                                 | Thay đổi hàng ngày do lạm phát phi mã |
| khoảng 6 tháng 4 năm 2007  | 8 tháng 4 năm 2007         | Việt Nam        | Đồng Việt Nam (VND)            | 16.022                                                                   | Giá trị đô la Zimbabwe tăng nhẹ |
| khoảng 8 tháng 4 năm 2007  | 31 tháng 7 năm 2008        | Zimbabwe        | Đô la Zimbabwe thứ hai (ZWD)   | 250 - 69.484.070.056 (chính thức) 20.000 - 751.089.467.956 (tự do)       | Thay đổi hàng ngày do lạm phát phi mã. Tái định giá vào 1 tháng 8 năm 2008: 10.000.000.000 đô la Zimbabwe thứ hai -> 1 đô la Zimbabwe thứ ba    |
| 1 tháng 8 năm 2008         | 19 tháng 9 năm 2008        | Somalia         | shilling (SOS)                 | 35.000                                                                   | |
| 19 tháng 9 năm 2008        | 2 tháng 2 năm 2009         | Zimbabwe        | Đô la Zimbabwe thứ ba (ZWD)    | 37.997 - 661.229.327.046.568.000                                         | Thay đổi hàng ngày do lạm phát phi mã. Tái định giá vào 2 tháng 2 năm 2009: 1.000.000.000.000 đô la Zimbabwe thứ ba --> 1 đô la Zimbabwe thứ tư |
| 3 tháng 2 năm 2009         | nay                        | Somalia         | shilling (SOS)                 | 35,000                                                                   | |

Nhiều loại tiền tệ không được phép trôi nổi trên thị trường tỷ giá nước ngoài, để ngăn chảy máu tư bản hoặc vì lý do chính trị. Kết quả là giá của tiền tệ đó tại thị trường tự do (thị trường đen) có thể chênh lệch rất nhiều so với tỷ giá chính thức.